# Miguel Polo Gil
Miguel Polo Gil (València, 29 de setembre de 1858 – 15 d'agost de 1929) fou un polític valencià.
Regidor de l'ajuntament de València pel Partit Conservador, fou nomenat alcalde per Reial Decret. Degut al fet que 8 dels seus tinents d'alcalde eren blasquistes i els altres dos liberals-demòcrates, el desembre de 1904 fou objecte d'un vot de censura pels enfrontaments durant les festes de la Puríssima entre clericals i anticlericals. A començaments de març de 1905 va abandonar l'alcaldia i es va traslladar a Mallorca.